# پیچ‌اناری گل
پیچ اناری گل (Tecoma Leucoxylon) یا آبنوس قهوه‌ای گونه‌ای گیاه است از پیچ‌اناریان که در نواحی گرم آمریکا می‌روید. برگ آن اثر تصفیه‌کننده خون دارد، و چوب آبنوس قهوه‌ای از آن به دست می‌آید. از گیاه مذکور، نمونه‌های زینتی چندی در ایران پرورش می‌یابد که مهم‌ترین آن‌ها T. Grrandiflora می‌باشد و به «پیچ‌اناری گل‌درشت» موسوم است. این گیاه بومی چین و ژاپن است و از آن جا به ایران راه یافته‌است.